# 서던캘리포니아 대학교 법학대학원
서던캘리포니아 대학교 법학대학원(University of Southern California Gould School of Law)는 미국의 법학전문대학원이다. 598명의 J.D.과정 학생과 93명의 LL.M. 과정 학생이 공부하고 있다. 한해 약 5229개의 지원을 받는다. 연간 학비는 약 $76,438이다 (2022-2023). 변호사시험 합격률은 90%이다.

## 입학

### 2007년도 LSAT
- 25% = 165
- 50% = 166
- 75% = 167

### 2007년도 GPA
- 25% = 3.46
- 50% = 3.60
- 75% = 3.72

## 주요 간행물
- 서던캘리포니아 로리뷰 (Southern California Law Review)

## 관련 문헌
- 미국 로스쿨 유학안내 , A.P.Seoul, 백산출판사, 2000.
- 미국 로스쿨 혼자서 가기(대화로 푸는 로스쿨 진학 안내서), 문봉섭, 서원, 2003.